# AX Microscopii
AX Microscopii è la 26ª stella più vicina al Sole.

## Sommario del sistema
Conosciuta anche come, Lacaille 8760 si trova a circa 12.87 anni luce dal Sole, ed è situata nella parte centro-meridionale della costellazione del Microscopio, a sud di α Microscopii, a sudest di γ Microscopii, a nordovest di θ Microscopii e a nord di ζ Indi ed α Indi. Venne individuata dall'Abate Nicolas Louis de Lacaille (1713-1762), che ebbe il grande onore di nominare 15 delle 88 costellazioni esistenti, diventando il primo astronomo che sistematicamente osservò l'intera volta celeste. Dopo la sua morte, nel 1763 venne pubblicato un catalogo di 9.766 stelle dell'emisfero sud, compilato tra il 1750 e il 1754. Le osservazioni vennero effettuate in uno dei punti più meridionali dell'Africa, presso il Capo di Buona Speranza, mediante un rifrattore a mezzo pollice ad 8x. Sebbene AX Microscopii sia la più luminosa nana rossa (o piuttosto rosso-arancione per alcuni astronomi) della volta celeste, è comunque troppo debole per essere osservata ad occhio nudo (Kenneth Croswell, 2002).

## La stella
La stella è una nana arancione (K7) o rossa (M2Ve), piccola e fredda, situata sulla sequenza principale (Hawley e altri, 1996). Possiede circa il 60% della massa solare (RECONS), circa il 66% del suo diametro, e dal 2,8 al 3,5% della sua luminosità. La stella ha una metallicità del 50% rispetto a quella solare, e una debole variabilità (stella a brillamento), per cui le è stato assegnato anche il nome AX Microscopii.
Dato il suo tasso di brillamento relativamente basso, l'alta eccentricità (e=0,20) e inclinazione (i=0,06) dell'orbita attorno al centro galattico, è probabilmente più vecchia del sole (4,6 miliardi di anni).

## Ricerca di compagni substellari
Un pianeta terrestre che si trovasse ad orbitare nel sistema potrebbe essere abitabile se si trovasse ad almeno 0,167 unità astronomiche (pari a 24,98 milioni di km) dalla stella. A causa dell'abbondante radiazione infrarossa, tuttavia, la zona potrebbe estendersi fino alle 0,20 UA (29,91 milioni di km), dato che i brillamenti potrebbero mettere a rischio le ipotetiche forme di vita. Da analisi effettuate nell'agosto 2004, non vi è evidenza di pianeti gioviani o oggetti delle dimensioni di nane brune orbitanti attorno alla stella.
Malgrado le caratteristiche del sistema siano poco favorevoli all'esistenza di un pianeta abitabile, l'astrobiologa Maggie Turnbull dell'Università dell'Arizona, a Tucson, ha incluso, dal settembre 2003, Lacaille 8760 nella ristretta lista di 30 stelle (sulle 5000 esistenti nel raggio di 100 anni luce dalla Terra) verso le quali un gruppo di scienziati del progetto Terrestrial Planet Finder (TPF) sostenuto dalla NASA ma successivamente annullato, ha puntato la propria attenzione per la ricerca di vita extraterrestre. Il progetto consisteva nella ricerca attraverso la luce visibile di "segnali" che confermino l'esistenza di acqua e ossigeno su pianeti di tipo terrestre, mediante l'utilizzo di un satellite, l'ESA Darwin Project, il cui lancio era previsto per il 2013 ed anch'esso annullato per costi elevati di sviluppo. Le stelle esaminate erano frutto di una selezione tra 17.129 stelle (di cui il 75% localizzato entro 450 AL dal Sole) estratte dal Catalog of Nearby Habitable Stellar System (HabCat) di Turnbull e Jill Tarter del SETI. I criteri di selezione di questa lista di 30 stelle comprendevano: intensità dei raggi x, rotazione, tipo spettrale, cinematica, metallicità e fotometria di Strömgren.